# 2-й Саратовский проезд
2-й Сара́товский прое́зд — проезд в Юго-Восточном административном округе города Москвы на территории района Текстильщики. Примыкает к Саратовской улице между домами № 12 и 14.

## Происхождение названия
Назван 20 мая 1964 года по городу Саратов в связи с расположением на юго-востоке Москвы. Прежнее название 2-й Люблинский проезд дано в 1958 году по близлежащему городу Люблино, не входившему тогда в состав Москвы.

## История
Проезд возник в 1952 году по плану застройки «домов СДС». В конце 1950-х годов упоминались четыре проезда. Предполагавшееся превращение его в бульвар, по аналогии с 1-м Саратовским проездом, осуществлено не было. Через 100 м проезд сужается и теряется во дворах.

## Транспорт
В 600 м от проезда находится станция метро «Текстильщики» Таганско-Краснопресненской линии и железнодорожная платформа «Текстильщики» Курского направления МЖД.
По самому проезду транспорт не ходит, рядом на Саратовской улице находятся остановки «2-й Саратовский проезд» и «Саратовская улица».